# Sesleria skalna
Sesleria skalna (Sesleria albicans) – gatunek rośliny z rodziny wiechlinowatych. Występuje w zachodniej i środkowej Europie – od Islandii, Wysp Brytyjskich i Hiszpanii po Białoruś. W Polsce rośnie w Tatrach, w Pieninach i nad dolną Nidą.

## Morfologia

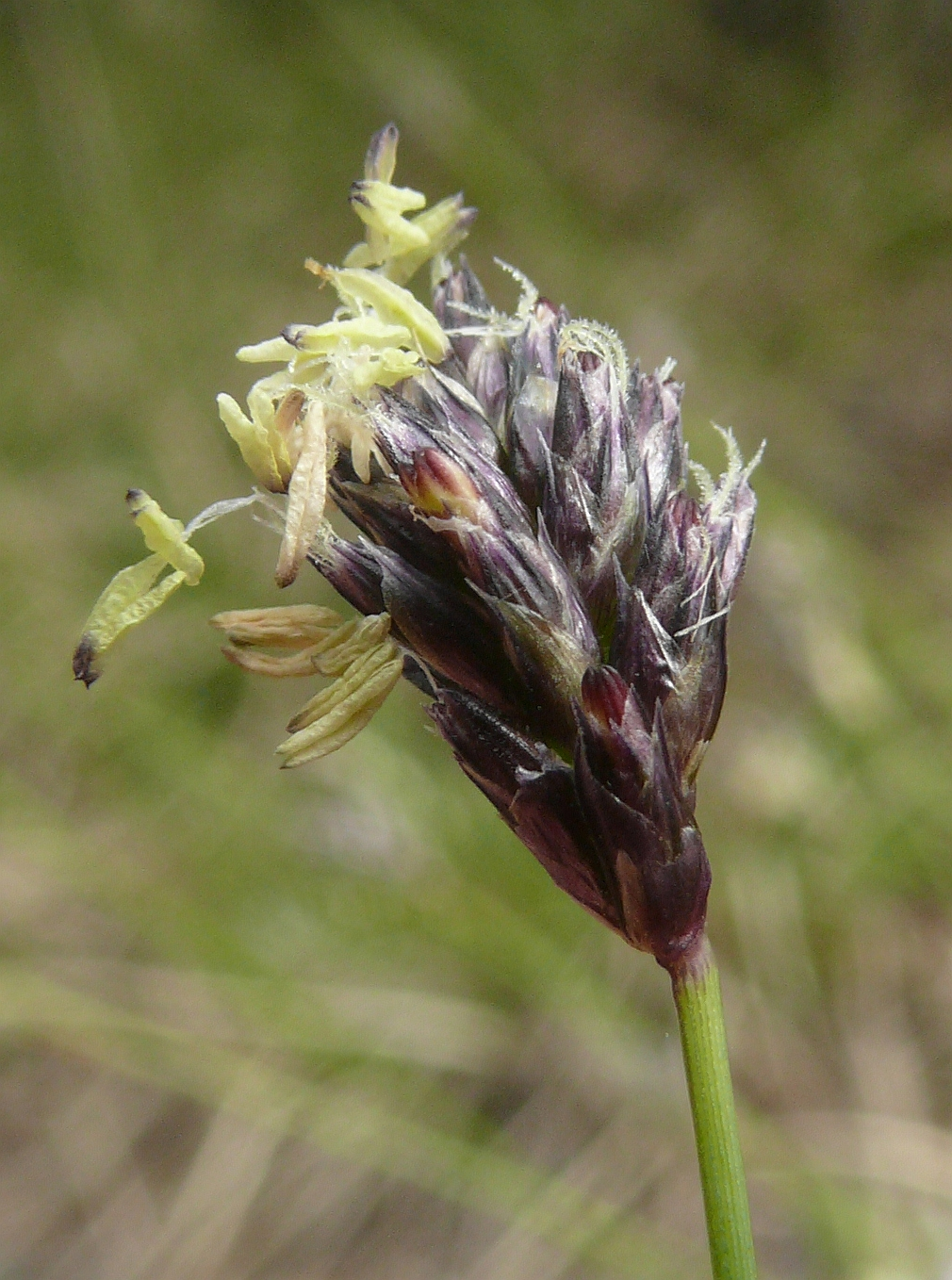
Kwiatostan

PokrójRoślina tworząca dość gęste kępy o wysokości do 50 cm. Posiada pełzające kłącze.
LiściePłaskie, sztywne, tęgie, o szerokości 2–5 mm, na górnej stronie blaszki zielone, bez owoszczenia, z wyraźnym, białym obrzeżeniem. Liście odziomkowe mają długość 10–25 cm, górne łodygowe około 1 cm. Górna powierzchnia skórki (można to dostrzec tylko w mikroskopie) ma komórki naprzemiennie wydłużone i krótkie. Ich zewnętrzna ściana komórkowa jest silnie zgrubiała, również szparki są grubościenne i mają wystające kąty.
KwiatyDrobne, niepozorne, zebrane w główkowaty kwiatostan jajowatą lub walcowatą, krótką wiechę składającą się z dwu-trzykwiatowych kłosków wyrastających po 1–3 na osi kwiatostanu. Wiecha jest mniej gęsta niż u innych gatunków seslerii. Dolna plewka orzęsiona jest krótko i tylko na szczycie, na brzegu i na nerwie głównym. Na szczycie ma 3 ząbki, przy czym dwa boczne są beozstne lub mają tylko krótkie ostki. Środkowa ość plewki jest co najmniej czterokrotnie od niej krótsza.

## Biologia i ekologia
Bylina, hemikryptofit. Rośnie na skałach i murawach, głównie na podłożu wapiennym i gipsowym. Kwitnie od kwietnia do czerwca. W klasyfikacji zbiorowisk roślinnych gatunek charakterystyczny dla klasy (Cl.) Seslerietea variae, zespołu Dendranthemo-Seslerietum i gatunek wyróżniający dla rzędu (O.) Potentilletalia caulescentis.